# Autodromo Enzo e Dino Ferrari
El Circuit d'Imola, anomenat oficialment Autodromo Internazionale Enzo e Dino Ferrari, és un circuit de curses de 4,909 km situat a Imola (Itàlia), a la regió d'Emília-Romanya, uns 40 km a l'est de Bolonya. El nom és un homenatge al fundador de Ferrari, Enzo Ferrari (1898–1988) i el seu fill Dino Ferrari (1932–1956). Anomenat Autodromo di Imola de 1953 a 1956 i Autodromo Dino Ferrari de 1957 a 1988, el circuit té una llicència "FIA Grade One" i és un dels pocs circuits internacionals importants en què s'hi corre en sentit contrari a les busques del rellotge.
Imola és considerat un dels circuits locals de l'equip de curses de la Scuderia Ferrari, el qual té la seu a Maranello, ben a prop. El president del circuit és Giancarlo Minardi, de l'antic equip de Fórmula 1 Minardi.

## Història

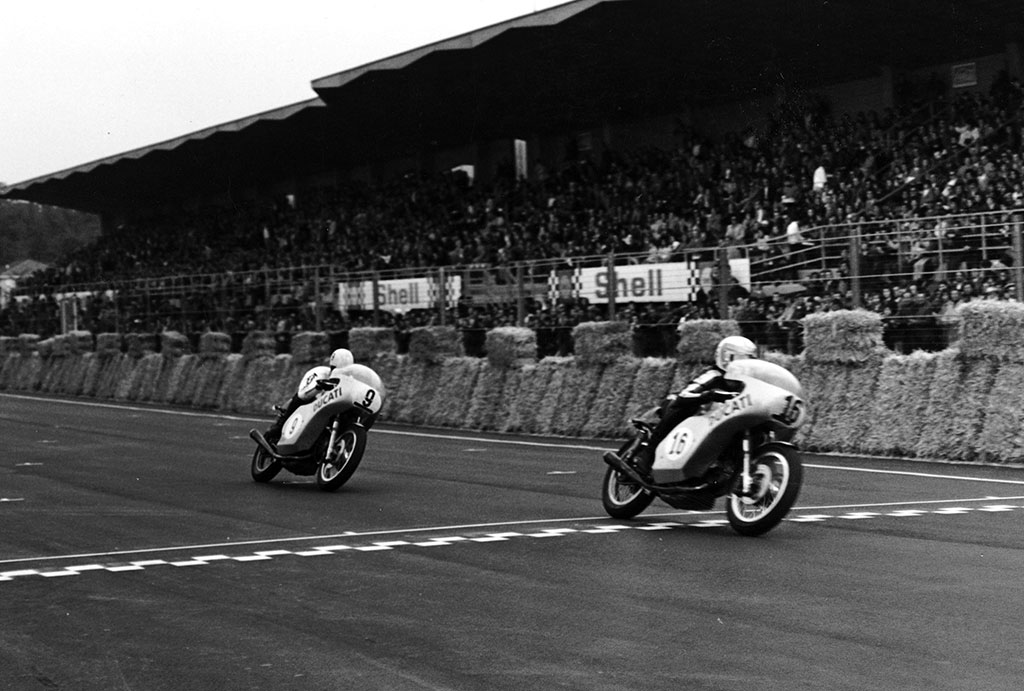
Paul Smart i Bruno Sapggiari a l'arribada de la Imola 200 de 1972

L'Autodromo di Imola es va inaugurar com a recinte semipermanent l'any 1953. A l'abril s'hi van celebrar les primeres curses de motociclisme, mentre que la primera d'automobilisme hi va tenir lloc el juny de 1954. A l'abril de 1963 el circuit va acollir la seva primera cursa de Fórmula 1, tot i que fora de campionat, que va guanyar Jim Clark amb Lotus.
Inicialment, el circuit no tenia xicanes, de manera que els trams que van des d'Acque Minerali fins a Rivazza i des de Rivazza fins a Tosa, passant pels boxs i el Tamburello, eren només rectes amb alguns petits revolts; el circuit va romandre amb aquesta configuració fins al 1972. Aquell any s'hi van celebrar les primeres 200 Milles d'Imola de motociclisme, conegudes també com a Imola 200, que va guanyar Paul Smart amb Ducati. El 1979 s'hi va córrer una altra cursa de Fórmula 1 fora de campionat que va guanyar Niki Lauda amb Brabham-Alfa Romeo.

### Campionats del Món d'automobilisme

#### Fórmula 1

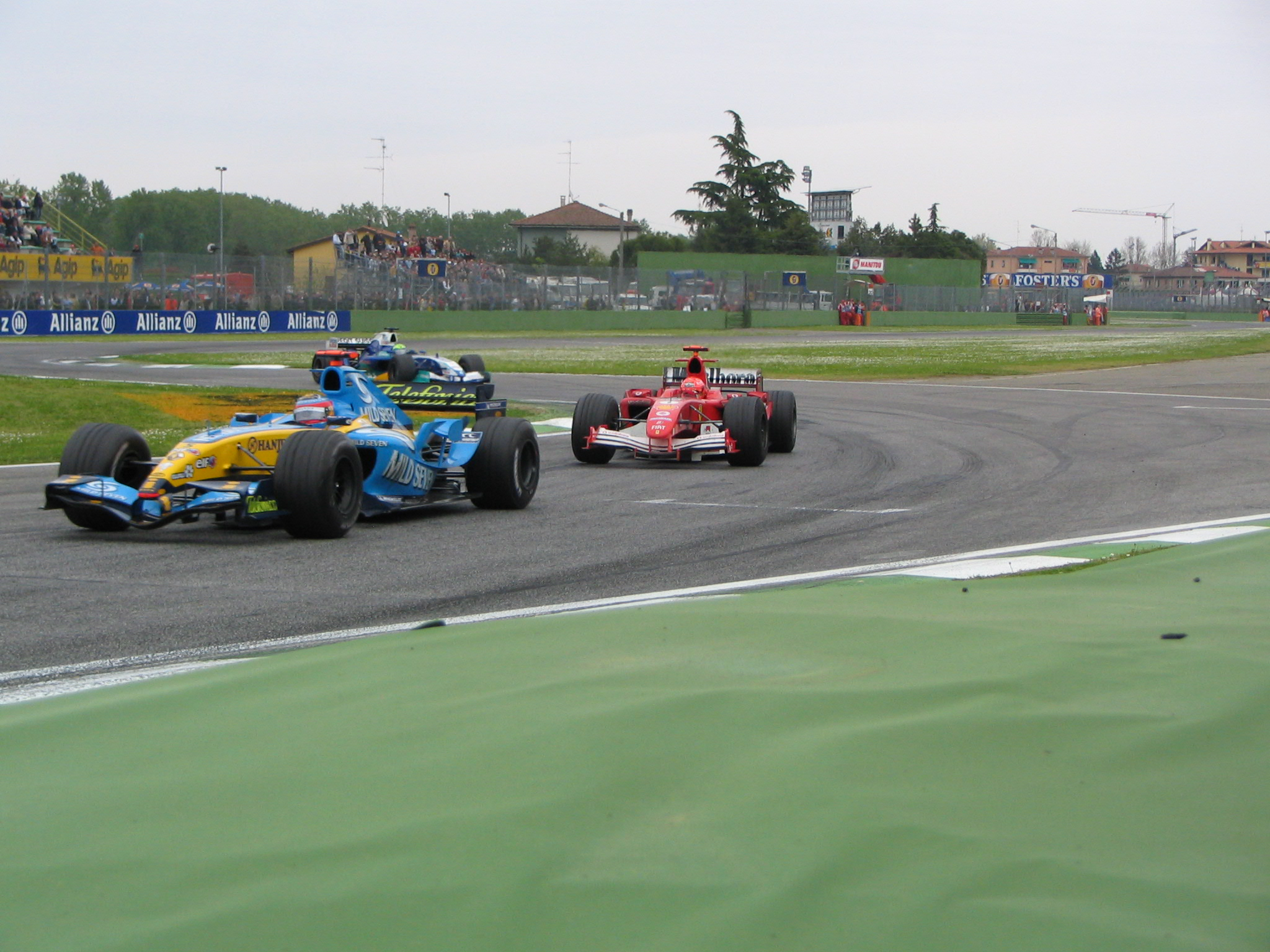
Fernando Alonso i Michael Schumacher a la Variante Bassa durant el GP de San Marino de 2005

El 1980, Imola va debutar oficialment al calendari del Campionat del Món de Fórmula 1 tot acollint el Gran Premi d'Itàlia. Va ser la primera vegada des de l'edició de 1948, celebrada al Parc del Valentino, que aquest Gran Premi no se celebrava a Monza. El guanyador de la cursa va ser Nelson Piquet i l'èxit de l'esdeveniment va fer que el 1981 s'instaurés una nova cursa al campionat, el Gran Premi de San Marino, especialment pensat per a Imola, el qual es va mantenir al calendari fins al 2006. El Gran Premi es disputava a 60 voltes als 5,040 km del traçat, totalitzant una distància de cursa de 300 km. Arran dels accidents mortals d'Ayrton Senna i Roland Ratzenberger  durant el Gran Premi de San Marino de 1994, el traçat del circuit es va canviar per tal de reduir-ne la sinistralitat.
La Fórmula 1 va abandonar Imola el 2007, la qual cosa va portar SAGIS, l'empresa propietària del circuit, a dur a terme grans obres de reconstrucció de la pista i les instal·lacions del carril de boxs. El juny de 2015, els propietaris del circuit van confirmar que estaven en converses per tornar al calendari de la Fórmula 1 si el circuit de Monza, el contracte del qual expirava després de la temporada 2016, no arribés a un nou acord per a seguir organitzant el Gran Premi. El 18 de juliol de 2016 van signar un acord per a acollir el Gran Premi d'Itàlia del 2017. Malgrat tot, el 2 de setembre es va anunciar que Monza havia renovat el seu acord per a continuar organitzant la cursa. Els funcionaris d'Imola van emprendre accions legals contra aquesta decisió posant en dubte la legalitat del finançament governamental atorgat a Monza, però el 8 de novembre van retirar el seu cas.

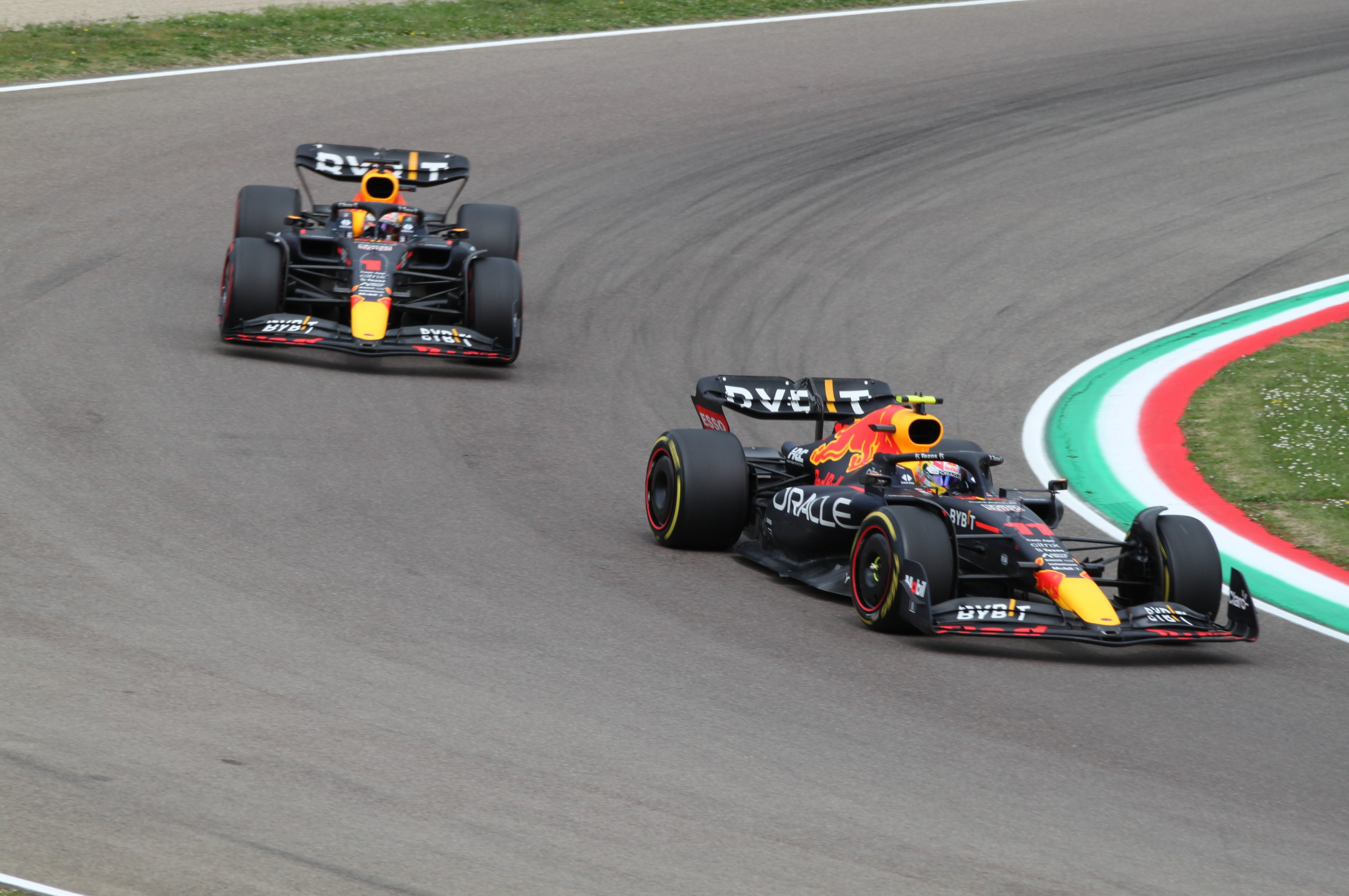
Sergio Pérez i Max Verstappen al GP d'Emília-Romanya del 2022

El febrer de 2020, els propietaris d'Imola van presentar una oferta per a substituir el Gran Premi de la Xina d'aquell any davant la seva probable cancel·lació com a precaució davant la pandèmia de la COVID-19. El 24 de juliol es va confirmar que el circuit s'incorporaria al calendari del Campionat del Món de Fórmula 1 del 2020 i que la cursa s'anomenaria Gran Premi d'Emília-Romanya. L'esdeveniment va tenir lloc el 31 d'octubre i l'1 de novembre de 2020. Imola es va mantenir al calendari del 2021, després de l'ajornament del Gran Premi de la Xina a causa de la pandèmia en curs, i més tard també al calendari del 2022. El Gran Premi del 2023 s'havia de celebrar el 21 de maig, però es va haver de cancel·lar com a conseqüència de les inundacions d'Emília-Romanya del 2023 que també van afectar el circuit a causa del desbordament del riu Santerno.
Imola acollirà Grans Premis de Fórmula 1 fins al 2025.

#### Altres

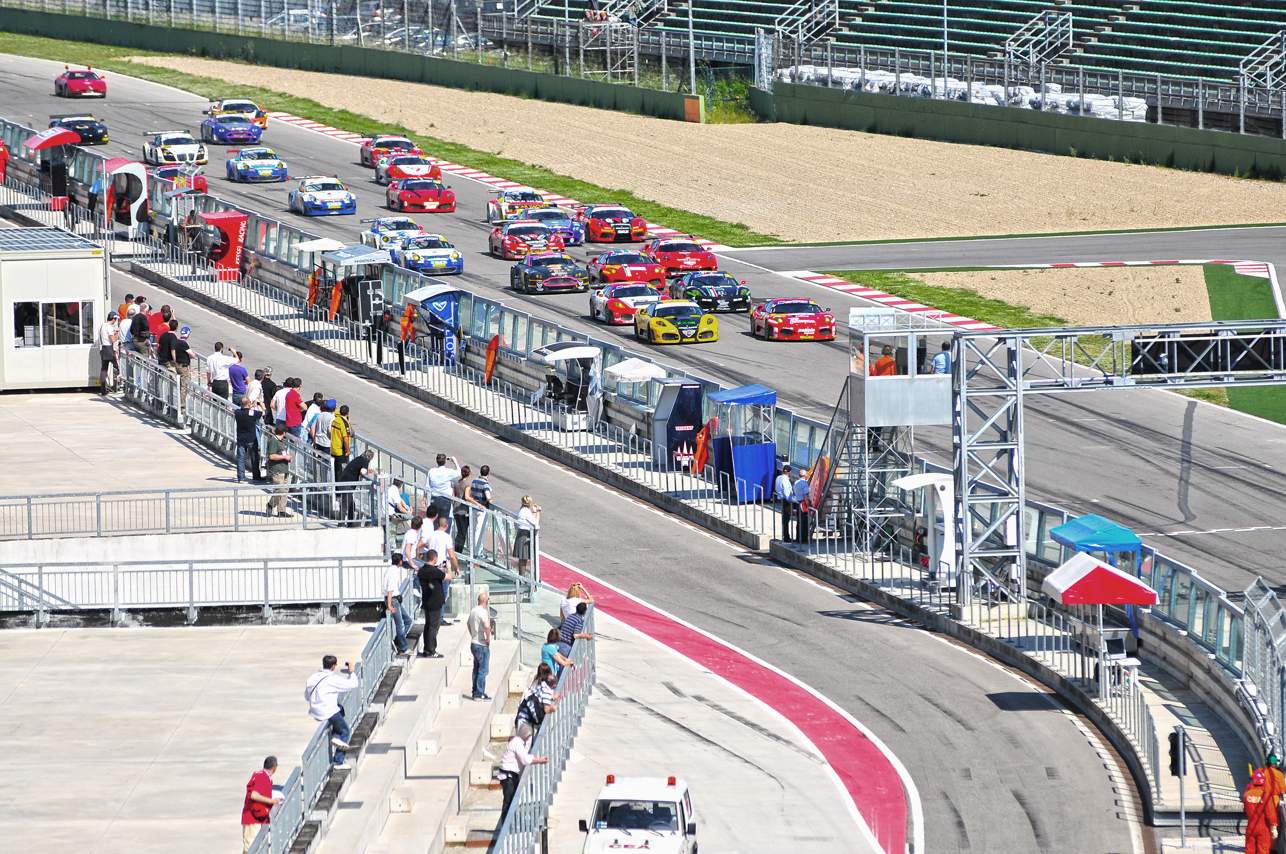
La GT Open a Imola el 2010

El Campionat Mundial de Turismes va fer servir Imola el 2005 per a la cursa de San Marino, el 2008 per a la cursa d'Europa i el 2009 per a la cursa d'Itàlia. El recinte va acollir també una ronda de l'International GT Open del 2009 al 2011 i també el 2021. La TCR International Series s'hi va córrer el 2016.
Les 6 Hores d'Imola es van recuperar el 2011 i es van afegir a les Le Mans Series i a la Intercontinental Le Mans Cup com a prova de temporada fins al 2016, però va tornar de nou al calendari de la European Le Mans Series el 2022 com a 4 Hores d'Imola. El circuit va acollir també les 12 Hores d'Imola, puntuable per a les 24H Series, el bienni 2017-2018.

### Campionats del Món de Motociclisme

#### Grans Premis
Durant les dècades del 1970 i 1980, Imola va acollir diverses edicions del Gran Premi d'Itàlia de motociclisme: 1972, 1974-1975, 1977, 1979 i 1988. A més, les temporades de 1981 i 1983 va ser la seu del Gran Premi de San Marino de motociclisme i de 1996 a 1999 va acollir el seu propi Gran Premi, anomenat Gran Premi d'Imola (oficialment, Gran Premio motociclistico Città di Imola).

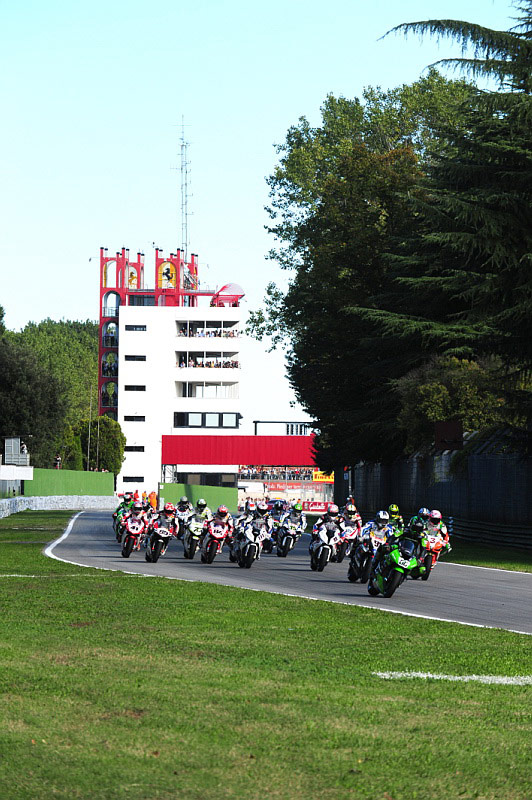
L'SBK a Imola el 2010

El 2020, arran de la pandèmia de COVID-19, Imola va recuperar un Gran Premi de motociclisme, en aquesta ocasió anomenat Gran Premi d'Emília-Romanya. L'esdeveniment s'ha anat celebrant fins al 2024.

#### Altres
Imola ha acollit una prova del Campionat del Món de Superbike (SBK) del 2001 al 2006 i posteriorment des del 2009. Des del 2018 acull la fase final del Campionat del Món de motocròs.

### Ciclisme
La pista d'Imola es va fer servir com a part del circuit d'arribada dels Campionats del món de ciclisme en ruta de 1968 i com a circuit d'inici i d'arribada dels Campionats del món de ciclisme en ruta de 2020.
El circuit també es va emprar com a l'etapa 11 del Giro d'Itàlia de 2015 i l'etapa 12 del Giro d'Itàlia de 2018.

## Els accidents del Gran Premi de San Marino de 1994
El Gran Premi de San Marino de 1994 va resultar ser un dels més tràgics de la història del circuit d'Imola. Durant els entrenaments de divendres, Rubens Barrichello va sortir llançat del cotxe i va rodolar per sobre d'un voral fins estavellar-se a la part superior d'una barrera de pneumàtics de la Variante Bassa. El brasiler va quedar inconscient, tot i que una ràpida intervenció mèdica li va salvar la vida.
Durant la classificació de dissabte, l'austríac Roland Ratzenberger es va estavellar frontalment contra una paret a més de 310 km/h al revolt Villeneuve després que el seu Simtek perdés l'aleró anterior i es va morir a l'instant a causa d'una fractura de la base del crani. La tragèdia va continuar l'endemà quan la columna de direcció del Williams del tres vegades campió del món Ayrton Senna es va trencar i el brasiler es va estavellar contra el mur de formigó al revolt Tamburello, a la volta 7. Senna es va morir a l'hospital unes hores després del seu accident. En dos incidents no relacionats, diversos espectadors i mecànics també van resultar ferits durant l'esdeveniment.
Tot i el dramàtic desenllaç, el circuit va continuar acollint el Gran Premi durant els anys següents. Immediatament després dels fets de 1994 es van fer revisions al traçat per intentar fer-lo més segur. El rapidíssim revolt de Tamburello es va reduir a un revolt lent en direcció esquerra-dreta de quarta marxa i es va afegir una trampa de grava a l'espai disponible a l'exterior del revolt. El revolt de Villeneuve, abans de sisena marxa en direcció a la dreta fins a Tosa, es va convertir en un revolt de quarta marxa complementari, també amb una trampa de grava a l'exterior. En un intent de conservar una mica de la rapidesa i el caràcter de l'antic circuit, es va eliminar la xicana d'Acque Minerali i la Variante Bassa es va convertir en una única xicana.
En opinió de diversos crítics, la configuració del nou circuit no és tan bona com la d'abans, especialment a causa de les noves xicanes de Tamburello i Villeneuve.

## Evolució del circuit

### Tamburello
Al llarg de les dècades del 1980 i 1990 es van plantejar problemes de seguretat al circuit, especialment al revolt d'alta velocitat Tamburello, on es van produir nombrosos accidents. Es tractava d'un revolt molt protuberant i perillós, no només per la velocitat amb què es negociava sinó també a causa del petit espai existent entre la pista i un mur de formigó sense barrera de pneumàtics que separava el circuit del riu Santerno, que hi passa pel costat.

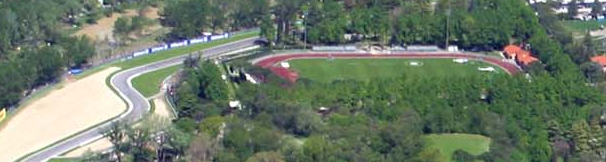
El Tamburello a data de 2010

El 1987, Nelson Piquet va tenir un fort accident durant els entrenaments després d'una fallada de l'aleró anterior i es va perdre la cursa a causa de la lesió subsegüent. El 1989, Gerhard Berger va estavellar el seu Ferrari a Tamburello, també després d'una fallada de l'aleró anterior. El cotxe es va encendre instantàniament després del sever impacte a 300 km/h, però gràcies a la ràpida feina dels bombers i del personal mèdic, Berger va sobreviure i només es va perdre una cursa (el Gran Premi de Mònaco) a causa de les cremades a les mans. Michele Alboreto va patir una derivació massiva mentre provava els seus Footwork Arrows al circuit el 1991, però en va sortir il·lès. L'any següent, Riccardo Patrese també es va estavellar al mateixa revolt mentre feia proves per a l'equip Williams. El 1994, Ayrton Senna hi va patir el famós accident que li va costar la vida.

### Després de 1994

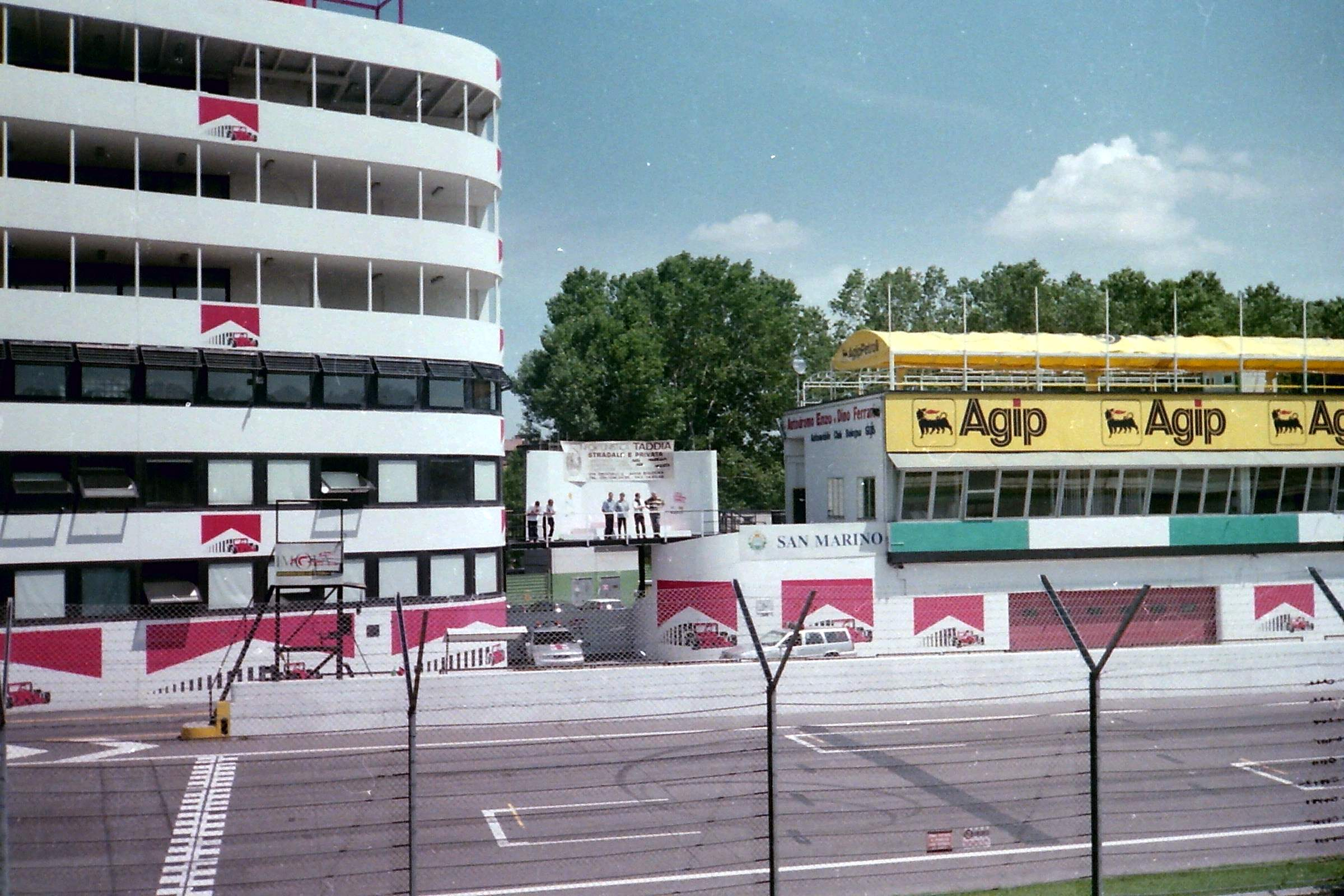
La torre de control, els podis i la línia de boxs d'Imola el 1998

En resposta al fatídic Gran Premi de 1994 es van fer modificacions al revolt Tamburello per a fer-lo més segur,  convertint-lo d'un revolt d'esquerra molt ràpid a una xicana esquerra-dreta-esquerra. Es van introduir també xicanes en diversos punts (com ara l'Acque Minerali, la Variante Alta i la Variante Bassa) per a reduir la velocitat dels revolts, la qual cosa va canviar la naturalesa del recorregut i va causar problemes amb les vorades altes.
També la Variante Alta, que es troba al cim del turó que baixa a Rivazza i té el punt de frenada més dur del traçat, va ser modificada. Es tractava antigament d'una xicana de vorada alta que sovint era colpejada amb força pels conductors, fet que causava danys als cotxes i provocava nombrosos accidents. Abans del Gran Premi del 2006, les vorades se'n van abaixar considerablement i es va estrènyer el propi gir per tal de reduir la velocitat i, amb sort, el nombre d'accidents a la xicana.

### Canvis recents

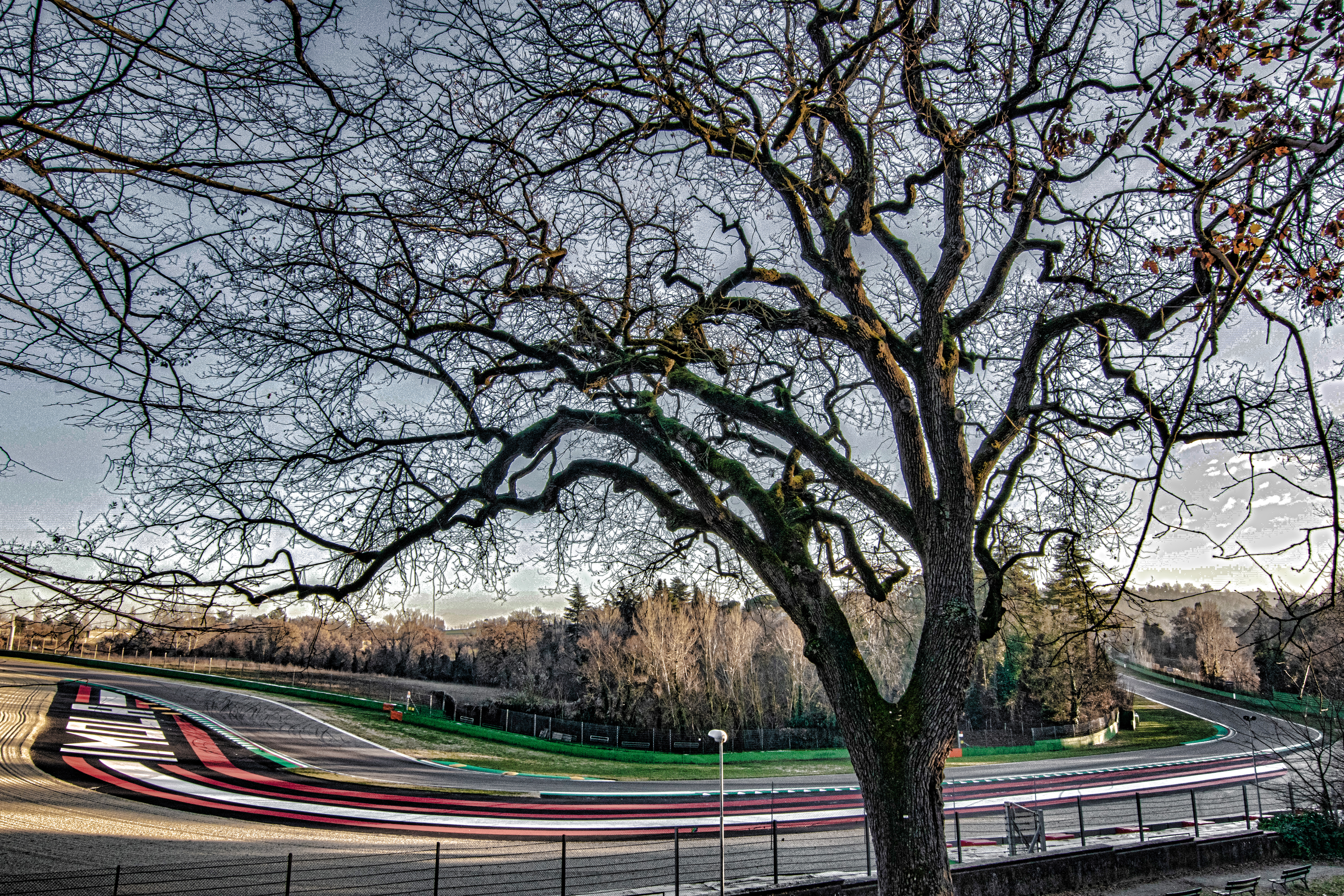
Els revolts del Parco delle Acque Minerali el 2019

Des del 2007, el circuit ha sofert importants revisions. S'ha afegit un bypass a la xicana de la Variante Bassa per als cotxes, fent que el tram des de Rivazza 2 fins a la primera xicana de Tamburello es faci a tota velocitat, com als temps originals del circuit de gran rapidesa. Tanmateix, la xicana encara es fa servir per a curses de motociclisme.
Els antics garatges i el pàdoc van ser enderrocats i reconstruïts completament, mentre que s'amplià i reasfaltà la línia de boxs. La reconstrucció va ser supervisada per l'arquitecte alemany de circuits de Fórmula 1 Hermann Tilke.
El juny del 2008, amb la major part del treball de reconstrucció completat, la FIA va donar al circuit una qualificació "1T", cosa que vol dir que s'hi pot celebrar una cursa oficial de Fórmula 1. A l'agost del 2011, després d'una inspecció de Charlie Whiting, el circuit va rebre una qualificació d'homologació de la FIA de nivell "1".

### Historial del traçat
- Circuit de Gran Premi original (1953–1972)
- Circuit de Gran Premi original amb la Variante Alta i la Variante Bassa (1973–1979)
- Circuit de Gran Premi (1980–1994)
- Circuit de Gran Premi (1995–2006)
- Circuit de Gran Premi (2008–actualitat)
- Circuit de motociclisme (2009–actualitat)